# Ега (приток Айвы)
Ега — река в России, протекает в Сосновоборском районе Пензенской области. Левый приток реки Айва.

## География
Длина реки составляет 12 км, площадь водосборного бассейна — 53 км². Река берёт начало у посёлка Пионеровка. Течёт на северо-восток. Устье реки находится в селе Маркино в 75 км по левому берегу реки Айва. Имеется крупный пруд в низовьях.

## Данные водного реестра
По данным государственного водного реестра России относится к Верхневолжскому бассейновому округу, водохозяйственный участок реки — Сура от Сурского гидроузла и до устья реки Алатырь, речной подбассейн реки — Сура. Речной бассейн реки — (Верхняя) Волга до Куйбышевского водохранилища (без бассейна Оки).
Код объекта в государственном водном реестре — 08010500312110000036289.